# NGC 3694
NGC 3694 ist eine elliptische Galaxie vom Hubble-Typ E2 im Sternbild Großer Bär am Nordsternhimmel. Sie ist schätzungsweise 100 Mio. Lichtjahre von der Milchstraße entfernt und hat einen Durchmesser von etwa 30.000 Lj.

Im selben Himmelsareal befinden sich u. a. die Galaxien NGC 3695 und NGC 3700.
Das Objekt wurde am 11. März 1831 von John Herschel entdeckt.